# Aripiprazol
Aripiprazol (Abilify, Aripipreks) je atipični antipsihotik i antidepresant, koji se koristi za lečenje šizofrenije, manično-depresivne psihoze i kliničke depresije. FDA je odobrila upotrebu ovog leka za lečenje šizofrenije 15. novembra 2002; za primenu kod akutnih maničnih i mešovitih epizoda 1 oktobra 2004; kao dodatnu terapiju za kliničku depresiju 20. novembra 2007; i za lečenje iritabilnosti kod dece sa autizmom 20. novembra 2009. Aripiprazol je razvila kompanija Otsuka u Japanu i SAD-u.

## Farmakologija
Aripiprazol poseduje afinitet za i deluje na sledećim receptorima i transporterima: 
- D2 parcijalni agonist
- D4 receptori
- 5-HT1A parcijalni agonist
- 5-HT2A antagonist
- 5-HT2C parcijalni agonist
- 5-HT7 antagonist
- Histamin (umereni afinitet)
- α-adrenergic

Mehanizam dejstva aripiprazola se razlikuje drugih odobrenih atipičnih antipsihotika (npr., klozapina, olanzapina, kvetiapina, ziprazidona, i risperidona). Umesto da antagonizuje D2 receptor, aripiprazol deluje D2 parcijalni agonist ( = 0,34 nM). Aripiprazol je takođe parcijalni agonist na 5-HT1A receptoru ( = 1,65 nM), i poput drugih atipičnih antipsihotika manifestuje profil antagonista na 5-HT2A receptoru ( = 0,8 nM). On isto tako antagonizuje 7 receptor ( = 39 nM) i deluje kao parcijalni agonist na 5-2C receptoru ( = 15 nM). Ovo zadnje dejstvo je mogući uzrok minimalnog uvećanja telesne težine tokom terapije. Aripiprazol ima umeren afinitet za histaminski ( = 61 nM), α-adrenergiki ( = 57 nM) i D4 receptore, kao i za serotoninski transporter. On nema afinitet za holinergičke muskarinske receptore.

## Spoljašnje veze
- Informacije o propisivanju leka

|  | Molimo Vas, obratite pažnju na važno upozorenje u vezi sa temama iz oblasti medicine (zdravlja). |